# Attagenus holmi
Attagenus holmi là một loài bọ cánh cứng trong họ Dermestidae. Loài này được Kalík & Háva miêu tả khoa học năm 2005.